# شمیا استیشن، آلاسکا

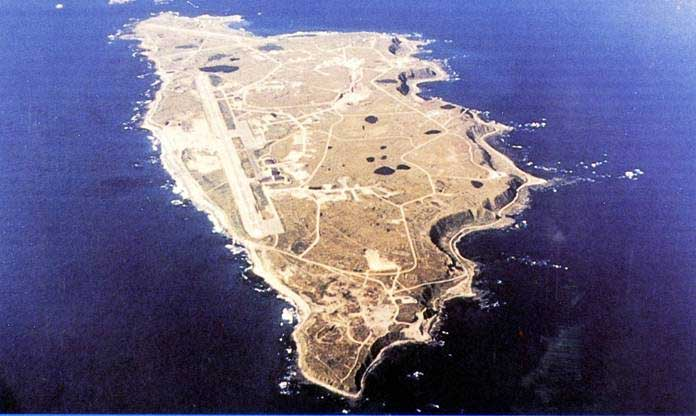
نمای هوایی از شهرک شمیا استیشن در ایالت آلاسکا

شمیا استیشن (به انگلیسی: Shemya Station) شهرکی در ناحیه سرشماری الوتینس غربی، آلاسکا ایالت آلاسکا است که جمعیت آن در سرشماری سال ۲۰۰۰ میلادی ۲۷ نفر بوده‌است.